# مینیوم
مینیوم (به انگلیسی: Minium) با فرمول شیمیایی Pb3O4 از مجموعه کانی هاست و از نام رودخانه Minius درشمالغرب اسپانیا گرفته شده‌است. محلول در اسیدهای کلریدریک و نیتریک Pb:90.67% O:۹٫۳۳٪ برای اولین بار در مکزیک کشف شد و از نظر شکل بلور: فلسی میکروسکوپی، رنگ: قرمزروشن تا قهوه‌ای - قرمز، شفافیت: غیر شفاف، جلا: مات - چرب، سیستم تبلور: تتراگونال و در رده‌بندی اکسید است و منشأ تشکیل آن ثانوی است.
همایند کانی‌شناسی (پارانژ) آن سینابر - رآلگار- گالن- سروزیت است
، از نظر ژیزمان فلسی - آگرگاتهای توده‌ای تقریباً کمیاب است و بیشتر در آلمان، یوگسلاوی، انگلستان و مکزیک یافت می‌شود.